# 21229 Sušil
21229 Sušil là một tiểu hành tinh vành đai chính với chu kỳ quỹ đạo là 1562.1349594 ngày (4.28 năm).
Nó được phát hiện ngày 22 tháng 9 năm 1995.